# Niniva
Niniva (auch: Neeneva) ist eine Insel im Zentrum von Haʻapai im Pazifik. Sie gehört politisch zum Königreich Tonga.

## Geografie
Das Motu liegt im Westen des Archipels Lifuka mit Nukupule und Meama nördlich von Lofanga. Der Insel vorgelagert sind die Riffe Hakau Iki und Hakau Homaulu.

## Klima
Das Klima ist tropisch heiß, wird jedoch von ständig wehenden Winden gemäßigt. Ebenso wie die anderen Inseln der Haʻapai-Gruppe wird Niniva gelegentlich von Zyklonen heimgesucht.